# Europaspiele 2015/Fechten
Bei den Europaspielen 2015 in Baku, Aserbaidschan wurden vom 22. bis 27. Juni 2015 insgesamt zwölf Wettbewerbe im Fechten ausgetragen. Dabei fanden jeweils sechs Konkurrenzen bei den Frauen und bei den Männern statt. Austragungsort war die Bakı Kristal Zalı.

## Ergebnisse

### Männer

#### Degen Einzel
| Platz | Sportler         | Land       |
| ----- | ---------------- | ---------- |
| 1     | Iván Trevejo     | Frankreich |
| 2     | Sergei Chodos    | Russland   |
| 3     | Daniel Jérent    | Frankreich |
| 3     | Bartosz Piasecki | Norwegen   |

Datum: 24. Juni 2015

#### Degen Mannschaft
| Platz | Land       | Sportler                                                      |
| ----- | ---------- | ------------------------------------------------------------- |
| 1     | Frankreich | Iván Trevejo Daniel Jérent Yannick Borel Ronan Gustin         |
| 2     | Russland   | Sergei Bida Sergei Chodos Anton Glebko Dmitri Gussew          |
| 3     | Italien    | Marco Fichera Andrea Santarelli Gabriele Cimini Gabriele Bino |

Datum: 27. Juni 2015

#### Florett Einzel
| Platz | Sportler                | Land       |
| ----- | ----------------------- | ---------- |
| 1     | Alessio Foconi          | Italien    |
| 2     | Timur Arslanow          | Russland   |
| 3     | Jean-Paul Tony Helissey | Frankreich |
| 3     | Francesco Ingargiola    | Italien    |

Datum: 25. Juni 2015

#### Florett Mannschaft
| Platz | Land                   | Sportler                                                            |
| ----- | ---------------------- | ------------------------------------------------------------------- |
| 1     | Vereinigtes Königreich | Marcus Mepstead Richard Kruse Alex Tofalides Benjamin Peggs         |
| 2     | Italien                | Lorenzo Nista Alessio Foconi Damiano Rosatelli Francesco Ingargiola |
| 3     | Russland               | Timur Safin Dmitri Scherebtschenko Timur Arslanow Alexei Chowanski  |

Datum: 27. Juni 2015

#### Säbel Einzel
| Platz | Sportler           | Land     |
| ----- | ------------------ | -------- |
| 1     | Andrij Jahodka     | Ukraine  |
| 2     | Tiberiu Dolniceanu | Rumänien |
| 3     | Alberto Pellegrini | Italien  |
| 3     | Luigi Miracco      | Italien  |

Datum: 23. Juni 2015

#### Säbel Mannschaft
| Platz | Land        | Sportler                                                              |
| ----- | ----------- | --------------------------------------------------------------------- |
| 1     | Italien     | Massimiliano Murolo Luigi Miracco Alberto Pellegrini Giovanni Repetti |
| 2     | Rumänien    | Tiberiu Dolniceanu Alin Badea Iulian Teodosiu Mădălin Bucur           |
| 3     | Deutschland | Richard Hübers Björn Hübner Maximilian Kindler Robin Schrödter        |

Datum: 26. Juni 2015

### Frauen

#### Degen Einzel
| Platz | Sportlerin       | Land     |
| ----- | ---------------- | -------- |
| 1     | Ana Maria Brânză | Rumänien |
| 2     | Jana Swerewa     | Russland |
| 3     | Simona Gherman   | Rumänien |
| 3     | Erika Kirpu      | Estland  |

Datum: 23. Juni 2015

#### Degen Mannschaft
| Platz | Land     | Sportlerinnen                                                |
| ----- | -------- | ------------------------------------------------------------ |
| 1     | Rumänien | Ana Maria Brânză Simona Gherman Simona Pop Amalia Tătăran    |
| 2     | Estland  | Erika Kirpu Irina Embrich Katrina Lehis Julia Beljajeva      |
| 3     | Italien  | Alberta Santuccio Camilla Batini Brenda Briasci Giulia Rizzi |

Datum: 26. Juni 2015

#### Florett Einzel
| Platz | Sportlerin          | Land     |
| ----- | ------------------- | -------- |
| 1     | Alice Volpi         | Italien  |
| 2     | Jana Alborowa       | Russland |
| 3     | Adelina Sagidullina | Russland |
| 3     | Valentina Cipriani  | Italien  |

Datum: 24. Juni 2015

#### Florett Mannschaft
| Platz | Land       | Sportlerinnen                                                         |
| ----- | ---------- | --------------------------------------------------------------------- |
| 1     | Russland   | Diana Jakowlewa Adelina Sagidullina Anastassija Iwanowa Jana Alborowa |
| 2     | Frankreich | Julie Huin Jéromine Mpah-Njanga Gaëlle Gebet Chloé Jubenot            |
| 3     | Italien    | Alice Volpi Carolina Erba Valentina Cipriani Chiara Cini              |

Datum: 26. Juni 2015

#### Säbel Einzel
| Platz | Sportlerin       | Land          |
| ----- | ---------------- | ------------- |
| 1     | Angelika Wątor   | Polen         |
| 2     | Sevil Bünyatova  | Aserbaidschan |
| 3     | Sevinc Bünyatova | Aserbaidschan |
| 3     | Margaux Rifkiss  | Frankreich    |

Datum: 25. Juni 2015

#### Säbel Mannschaft
| Platz | Land     | Sportlerinnen                                                     |
| ----- | -------- | ----------------------------------------------------------------- |
| 1     | Ukraine  | Olha Charlan Alina Komaschtschuk Olena Krawazka Olha Schownir     |
| 2     | Italien  | Sofia Ciaraglia Martina Criscio Caterina Navarria Rebecca Gargano |
| 3     | Russland | Wiktorija Kowaljowa Marija Ridel Tatjana Suchowa Jana Obwinzewa   |

Datum: 27. Juni 2015

## Medaillenspiegel
| Rang   | Land                   | Gold | Silber | Bronze | Gesamt |
| ------ | ---------------------- | ---- | ------ | ------ | ------ |
| 1      | Italien                | 3    | 2      | 7      | 12     |
| 2      | Rumänien               | 2    | 2      | 1      | 5      |
| 3      | Frankreich             | 2    | 1      | 3      | 6      |
| 4      | Ukraine                | 2    | 0      | 0      | 2      |
| 5      | Russland               | 1    | 5      | 3      | 9      |
| 6      | Polen                  | 1    | 0      | 0      | 1      |
| 6      | Vereinigtes Königreich | 1    | 0      | 0      | 1      |
| 7      | Aserbaidschan          | 0    | 1      | 1      | 2      |
| 7      | Estland                | 0    | 1      | 1      | 2      |
| 9      | Deutschland            | 0    | 0      | 1      | 1      |
| 9      | Norwegen               | 0    | 0      | 1      | 1      |
| Gesamt | Gesamt                 | 12   | 12     | 18     | 42     |